# Droga wojewódzka nr 915
Droga wojewódzka nr 915 (DW915) – droga wojewódzka w województwie śląskim.

## Miejscowości leżące przy trasie DW915
- Racibórz (DW919)

- Łęg

- Zawada Książęca

- Ciechowice (DW421)